# Morchies Australian Cemetery
Morchies Australian Cemetery is een Britse militaire begraafplaats met gesneuvelden uit de Eerste Wereldoorlog, gelegen in de Franse gemeente Morchies in het departement Pas-de-Calais. 
De begraafplaats ligt langs de weg naar Lebucquière op 580 m ten zuiden van het centrum van de gemeente (Église Saint-Vaast). Ze heeft een min of meer parallellogramvormig grondplan met een oppervlakte van ruim 370 m² en wordt aan drie zijden begrensd door een natuurstenen muur. Aan de  open straatzijde bestaat de toegang uit een stenen trap met zes opwaartse treden tussen twee natuurstenen bloembakken. Het Cross of Sacrifice staat op een hoge sokkel centraal op de trap. Vier stenen paaltjes markeren de toegang.
De begraafplaats wordt onderhouden door de Commonwealth War Graves Commission en bevat 63 doden (waaronder 2 niet geïdentificeerde).

## Geschiedenis
Morchies werd vanaf eind augustus 1914 tot 19 maart 1917 door Duitse troepen bezet. Op 20 maart werd het door Britse troepen ingenomen na de terugtrekking van de Duitsers op de Hindenburglinie. Op 21 maart 1918 kwam het dorp opnieuw in Duitse handen maar in september 1918 werd het definitief heroverd door de Britten. De begraafplaats werd eind maart 1917 door Australische eenheden aangelegd en bleef in gebruik tot eind april 1917. Vier graven in rij D werden door de Duitsers in maart 1918 bijgezet en de overige in september 1918.
Er liggen 41 Britten (waaronder 1 niet geïdentificeerde), 20 Australiërs en 2 Duitsers (waaronder 1 niet geïdentificeerde) begraven.

### Onderscheiden militairen
- Richard Douglas Crossman, kapitein bij de Royal Scots werd onderscheiden met het Military Cross (MC).
- kanonnier Frederick William Dellow (Royal Field Artillery) en de soldaten A. Waugh (Royal Scots) en R.R. Gennoe (Australian Infantry A.I.F.) werden onderscheiden met de Military Medal ((MM).